# ليونيل فيليبس
ليونيل فيليبس (بالإنجليزية: Lionel Phillips) هو سياسي جنوب أفريقي، ولد في 1855 في لندن في المملكة المتحدة، وتوفي في 1936 في سومرست ويست في جنوب أفريقيا.